# تعزيز (فنون بصرية)

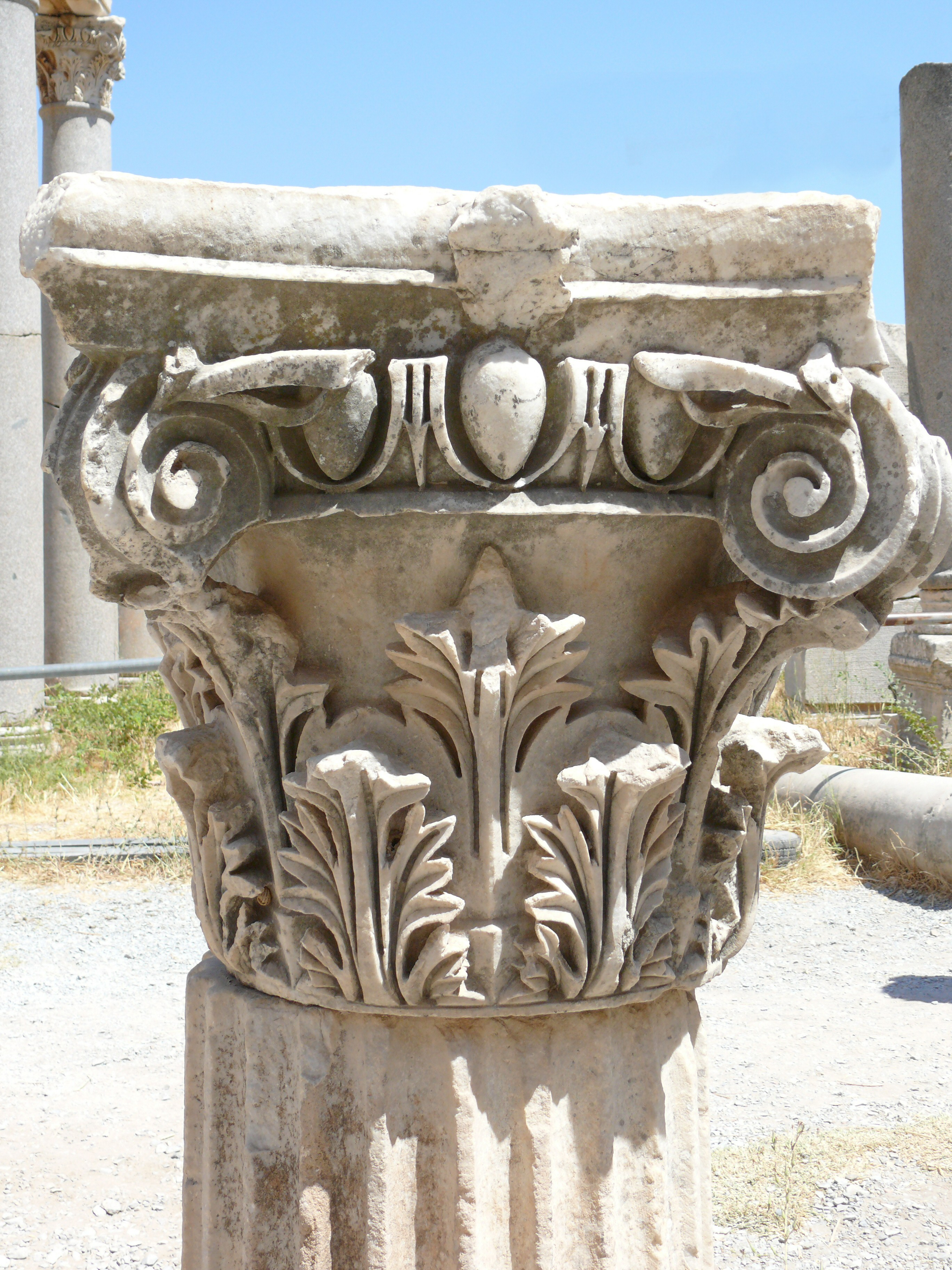

تعزيز (بالإنجليزية: Motif)‏ في الفن والأيقونية (الأيقونية: فرع من تاريخ الفن يدرس تحديد ووصف وتفسير محتوى الصور)، التعزيز هو عنصر من عناصر الصورة. يمكن استخدام المصطلح في كل من الفن التصويري والسرد، والفن الزخرفي والهندسي. يمكن تكرار الرسم في نمط أو تصميم، غالبًا عدة مرات، أو قد يحدث مرة واحدة فقط في العمل.
قد يكون التصميم عنصرًا في الأيقونية لموضوع معين أو نوع من الموضوع يتم رؤيته في أعمال أخرى، أو قد يشكل الموضوع الرئيسي، كما يفعل نموذج سيد الحيوانات في الفن القديم عادةً (سيد الحيوانات: هو تعزيز في الفن القديم يظهر الإنسان بين حيوانين متواجهين ويمسك بهما). غالبًا ما يُرى التعزيز ذي الصلة للحيوانات التي يواجهها بمفرده، ولكن يمكن أيضًا تكراره، على سبيل المثال في الحرير البيزنطي والمنسوجات القديمة الأخرى. عندما يكون الموضوع الرئيسي لعمل فني (مثل اللوحة) هو «شخص معين» أو «مجموعة من الناس» أو «لحظة معينة» في السرد، يجب الإشارة إلى ذلك على أنه «موضوع» العمل، وليس التعزيز، على الرغم من أن الشيء نفسه قد يكون «عزر» عندما يكون جزء من موضوع آخر، أو جزء من عمل فني زخرفي مثل لوحة على إناء.
يمكن عادة تحليل فن الزينة أو الزخرفة إلى عدد من العناصر المختلفة، والتي يمكن أن تسمى الزخارف. قد تتكرر هذه في كثير من الأحيان، كما هو الحال في فن النسيج، عدة مرات في نمط. تشمل الأمثلة المهمة في الفن الغربي الأقنثة والبيض والسهام، وأنواع مختلفة من التمرير (الزخرفة المكونة من خطوط أو أنماط لولبية، خاصة إذا تم قطعها بواسطة منشار التمرير).

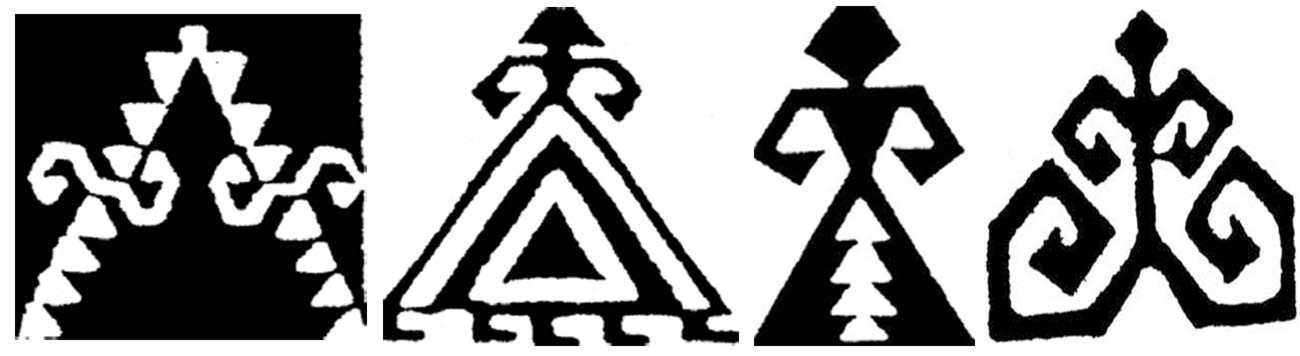

## أمثلة على التعزيز في الفنون البصرية
هندسية (تتكرر عادة): التعرج، سعف النخيل، الوردة، جول في السجاد الشرقي، الأقنثة، البيض والسهام، الخرزة والبكرة، رموز باكودوس، سواستيكا، أدينكرا.
تصويرية: سيد الحيوانات، مواجهة الحيوانات، المخيلة، الموت والعذراء، ثلاثة أرانب، شيلا نا أزعج. في ولادة يسوع في الفن، يمكن اعتبار تفاصيل إظهار القديس يوسف نائمًا، وهو أمر شائع في صور العصور الوسطى.

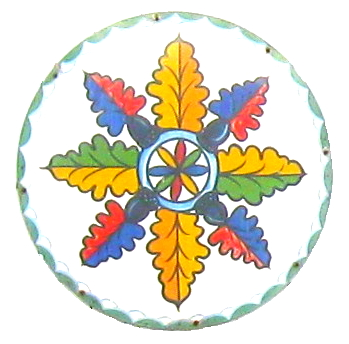

العديد من التصاميم في الثقافة الإسلامية هي زخارف، بما في ذلك الشمس والقمر والحيوانات مثل الخيول والأسود والزهور والمناظر الطبيعية. يمكن أن يكون للزخارف تأثيرات عاطفية ويمكن استخدامها للدعاية. في السجاد المنسوج من الكليم، يتم نسج الزخارف مثل اليدين على الوركين في التصميم للتعبير عن آمال واهتمامات النساجين: يرمز (شكل زخرفي تضع فيه الأنثى اليدين على الوركين) مبدأ الأنثى والخصوبة، بما في ذلك الرغبة في الأطفال.
اللافتات السداسية العشرية الهولندية في بنسلفانيا هي نوع مألوف من الزخارف في الأجزاء الشرقية من الولايات المتحدة. إن تصميمها الدائري والمتناسق، واستخدامهم للأنماط ذات الألوان الزاهية من الطبيعة، مثل النجوم، وورود البوصلة، والحمامات، والقلوب، والزنبق، والأوراق، والريش، جعلوها شائعة جدًا.
أصبحت فكرة التعزيز مستخدمة على نطاق أوسع في مناقشة الأدب وفنون السرد الأخرى لعنصر في القصة يمثل موضوعًا.

## قراءات أضافية متعمقة
التعزيز في السينما
التعزيز في الموسيقى

## وصلات خارجية
https://filmdaft.com/motif-in-film-explained/ تعزيز (في الفنون البصرية)
https://examples.yourdictionary.com/examples-of-motif.html تعزيز (في الفنون البصرية)
https://www.slaphappylarry.com/visual-motif-leitmotif/ تعزيز (في الفنون البصرية)
https://www.videomaker.com/how-to/planning/what-is-a-motif-and-how-is-it-used-in-cinema/ تعزيز (في الفنون البصرية)
https://web.archive.org/web/20100214074938/http://openendedgroup.com/index.php/other-works/visionary/visual-motifs-essay/ تعزيز (في الفنون البصرية)